# 劉愷 (弘治進士)
劉愷（1470年—1524年），字承華，直隸保定府安州新安縣人，軍籍，明朝政治人物。

## 生平
順天府鄉試第五十名舉人。弘治三年（1490年）中式庚戌科會試第一百十名，三甲第二百零一名進士。授刑部主事，八年八月升鸿胪寺左寺丞，仍支正六品俸，十五年九月升本寺右少卿，晋鸿胪寺卿，正德七年（1512年）三月升都察院右副都御史、总理河道，十年四月升兵部右侍郎、掌通政司事，五月以三年秩满，荫子刘端臣为国子生。十一年正月升礼部尚书，掌太常寺事。因不由会推，以降内旨升尚书，被科道弹劾，乞休不允。武宗南巡，九次上疏劝谏，请求回京郊祀，禮成，賜锦衣一袭，加蟒玉。世宗继位，称病告归，三年后去世，賜祭二坛，命有司营葬。所著有《奏稿》及《西皋哈》等集。

## 家族
曾祖劉原；祖父劉滄，巡檢 贈主事；父劉昭，刑部員外郎。母李氏（封安人）。慈侍下。
子劉靖臣，進士；次子劉端臣，正德己卯舉人，九次赴京考试不第，遂终身不仕。孫劉鳳徵，國子生。